# Hermann Prey
Pour les articles homonymes, voir Prey.
Hermann Prey (né le 11 juillet 1929 à Berlin et mort le 22 juillet 1998 à Krailling, Bavière) est un baryton allemand, aussi à l'aise dans les lieder que dans les répertoires d'opéras ou de concerts.
Avec Dietrich Fischer-Dieskau, il a été un des deux grands barytons allemands de la seconde moitié du XXe siècle avec des styles très différents.

## Biographie
Prey est le fils d'un commerçant berlinois, sa mère ayant un goût particulier pour la musique et notamment pour le baryton Heinrich Schlusnus érigé en modèle. 
Après une formation musicale acquise notamment au sein du Berlin Mozart Choir, au sein duquel il chante comme soprano, il se produit juste après la fin de la guerre sur différentes scènes berlinoises, notamment dans un groupe de musique populaire où il joue de l'accordéon et chante des tubes de l'époque. 
En 1952, Hermann Prey fait ses débuts à l'opéra en chantant le deuxième prisonnier, dans Fidelio, de Beethoven, à l'Opéra de Wiesbaden. Il est ensuite engagé dans la troupe de l'Opéra de Hambourg, où il se spécialise dans les rôles mozartiens et dans le Figaro du Barbier de Séville, de Rossini.  
Baryton au timbre clair, à l'élocution nette, au physique avantageux et à l'allure simple, Prey était à l'aise dans les emplois de caractère. Prey sera ainsi un Papageno, dans La Flûte enchantée de Mozart, bien dans la tradition légère et populaire, et un Don Giovanni à la présence vocale et scénique impressionnante. 
Il fit ses débuts en Amérique en novembre 1952, avec l'orchestre de Philadelphie sous la direction d'Eugene Ormandy, et ses débuts de récitals américains eurent lieu en 1956, à New York au Carnegie Hall. En 1959, il débute au Festival de Salzbourg dont il devient une figure centrale. 
Parallèlement à ses rôles à l'opéra, notamment dans Mozart, comme Figaro, dans l’opéra Les Noces de Figaro, Guglielmo dans Così fan tutte ou encore Papageno dans la Flûte enchantée, ou Don Giovanni, il faut aussi un chanteur d'opéra italien et notamment Figaro dans Le Barbier de Séville de Rossini, par exemple dirigé par Claudio Abbado et mis en scène par Jean-Pierre Ponnelle en 1970-1972, avec notamment Teresa Berganza en Rosine. 
Comme de nombreux chanteurs germaniques, il développe une intense activité dans le domaine du Lied, notamment dans Schumann, Schubert, Brahms et Wolf. Il a eu pour partenaires : Karl Engel, Philippe Bianconi, Wolfgang Sawallisch, Gerald Moore et, pendant plus d'un quart de siècle, le pianiste américain Leonard Hokanson (en).
Hermann Prey s'est également illustré dans le domaine de l'opéra-comique et de l'opérette allemands et autrichiens. Dans le domaine de la musique contemporaine, il participe aussi à la création du Prince de Hombourg, de Hans Werner Henze.
Le timbre de Prey était assez clair, son élocution nette, son jeu sur scène naturel et engagé. De nombreux commentateurs l'ont opposé au style plus intellectuel de Dietrich Fischer-Dieskau avec lequel une certaine rivalité a pu exister.
Prey laisse une importante discographie, en live et en studio, en Lieder comme en opéra.

## Discographie
- 2015 : Singers of the Century: Hermann Prey Sings Beethoven & Schubert (remastered 2014)
- 2016 : Brahms : 15 Romanzen aus Die schöne Magelone, Op. 33
- 2016 : Schubert : Winterreise, Op. 89, D. 911
- 2016 : Schubert : Lieder
- 2017 : Wolf : Mörike-Lieder / Pfitzner: Eichendorff Lieder / Richard Strauss: Lieder
- 2018 : Wolf : Italienisches Liederbuch - Schumann: Frauenliebe und -leben, Op. 42 - Brahms: 4 Ernste Gesänge, Op. 121
- 2019 : Singers of the Century: Hermann Prey – Winterreise, Op. 89, D. 911 (remastered 2019)
- 2019 : Hermann Prey
- 2019 : Hermann Prey: Essentials
- 2020 : Symphonies of Life, Vol. 64 - Kreutzer: Das Nachtlager in Granada
- 2023 : Franz Schubert • Winterreise D. 911 (Liederzyklus Nach Gedichten Von Wilhelm Müller)
- 2023 : Acht Opernszenen (album of 1955 - 25. Todestag)
- 2023 : Hermann Prey sings Opera Arias
- 2023 : Hermann Prey sings Lieder
- 2023 : Gluck · iphigenie auf Tauris
- 2023 : Handel · Rodelinde
- 2024 : R. Strauss : Die schweigsame Frau, Op. 80, TrV 265
- 2024 : Schubert - Schwanengesang

## Distinctions
Hermann Prey a reçu de nombreux prix : la citoyenneté d'honneur de la communauté "Krailling" ; En 1977, le prix de l'ordre du mérite bavarois ; en 1986, l'ordre Maximilien pour la science et l'art ; en 1998, la grande médaille d'argent pour de nombreux services à la République d'Autriche. Il était également membre honoraire du "Musikverein" de Vienne et le chanteur de chambre de l'Opéra d'État bavarois à Munich. 
Une place de la ville lui a été dédiée à Bad Urach en 2014.

## Vidéographie
Mozart - Le nozze di Figaro - (Figaro) - Wiener Philharmoniker - Karl Böhm - Mise en scène Jean-Pierre Ponnelle (Deutsche Grammophon) 1975-76

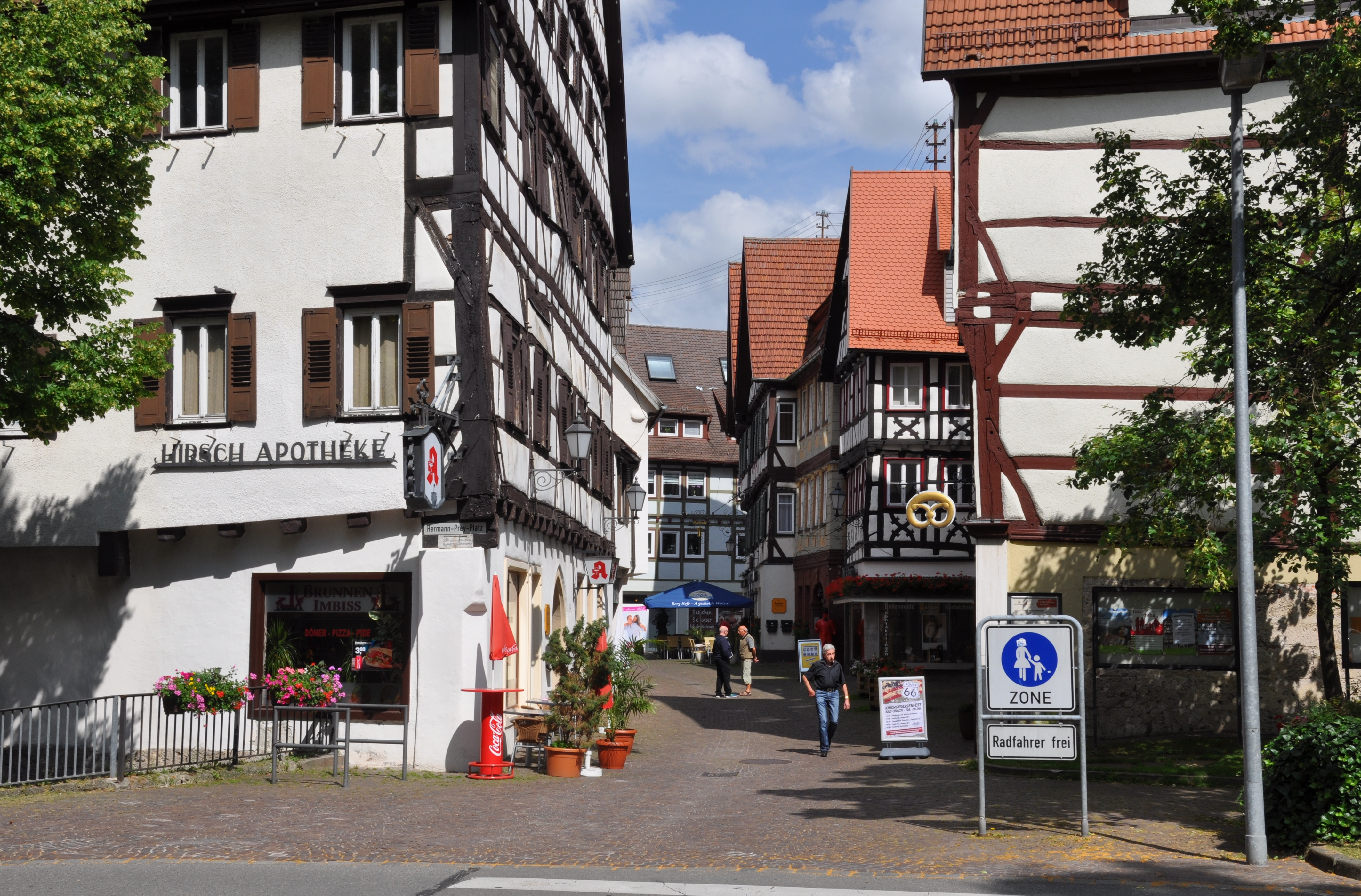
Une place a été dédiée à Hermann Prey à Bad Urach en 2014.